# 克珀里希
克珀里希是德国莱茵兰-普法尔茨州的一个市镇。总面积19.12平方公里，总人口1099人，其中男性536人，女性563人（2011年12月31日），人口密度57人/平方公里。